# Lauren Burns
Lauren Chantel Burns (ur. 8 czerwca 1974 w Melbourne) – australijska zawodniczka taekwondo, mistrzyni olimpijska z Sydney (2000), brązowa medalistka mistrzostw świata.
W 2000 roku wystąpiła na igrzyskach olimpijskich w Sydney. W zawodach zwyciężyła we wszystkich pojedynkach w kategorii do 49 kg, zdobywając złoty medal i tytuł mistrzyni olimpijskiej. 
W 1996 roku zajęła trzecie miejsce w Pucharze Świata w Rio de Janeiro w kategorii do 51 kg. W 1997 roku w Hongkongu zdobyła brązowy medal mistrzostw świata w kategorii do 51 kg. Ponadto w latach 1993–2000 dwunastokrotnie została mistrzynią Australii.
W 2001 roku została odznaczona Orderem Australii, a w 2017 roku wpisana do australijskiej galerii sław sportu (Sport Australia Hall of Fame).